# Kristian Thulesen Dahl
Kristian Thulesen Dahl, född 30 juli 1969 i Brædstrup, Danmark, är en dansk politiker, och partiordförande för Dansk Folkeparti mellan 2012 och 2022. Han representerade Fremskridtspartiet i Folketinget 1994-1995 varefter han som medgrundare av Dansk Folkeparti bytte till detta parti som han sedan representerat i Folketinget sedan  år 1995.

## Biografi
Båda Thulesen Dahls föräldrar, Anders Thulesen Dahl och Inge Margrethe Simoni Dahl, var lektorer. Han studerade vid Aalborgs universitet där han studerade företagsekonomi och handelsrätt och tog HA(jur.)-examen 1992 och Cand.merc.jur.-examen 1995.
Thulesen Dahl var riksordförande för Fremskridtspartiets Ungdom 1991-1995 och ledamot av Fremskridtspartiets styrelse 1994-1995. Han var partiets kandidat i valet till Europaparlamentet 1994. Han var kommunalpolitiskt aktiv i Give Kommune 1997-2006 och i Vejle Kommune 2006-2010.
Thulesen Dahl var medgrundare av Dansk Folkeparti från 6 oktober 1995 och vice ordförande för partiets folketingsgrupp, samt medlem av Dansk Folkepartis styrelse och politisk viceordförande för partiets landsorganisation från 1996. Han var gruppledare för Dansk Folkeparti i Folketinget 1998-2012, och blev 2012 partiordförande, då han efterträdde Pia Kjærsgaard. Han efterträddes 2022 av Morten Messerschmidt.

## Utmärkelser
- Riddare av första klass av Dannebrogorden,  8 maj 2013[6]

[Redigera Wikidata]

### Böcker
- Niels Thulesen Dahl, Kristian - kronprinsen, Broe, 2009. ISBN 978-87-92336-12-5.